# Franz Johannes Rosumek
Franz Johannes Rosumek (ur. 15 maja 1883 w Załężu, zm. 29 listopada 1938 w Chorzowie) – niemiecki inżynier, działacz mniejszości niemieckiej w Polsce, poseł na Sejm Rzeczypospolitej Polskiej I, II i III kadencji. 

## Życiorys
Urodził się 15 maja 1883 roku w Załężu (późniejsza część Katowic). Ukończył szkołę techniczną w Duisburgu, po czym rozpoczął pracę w zakładach metalurgicznych, m.in. Kruppa w Rheinhausen i Thyssena w Mülheim. Po powrocie na Górny Śląsk pracował w hucie „Bismarck” (późniejsza huta „Batory” w Chorzowe-Batorym) i w Milowicach.
W czasie I wojny światowej został wcielony do armii niemieckiej. Był jej podoficerem, walczył na froncie zachodnim, biorąc udział m.in. w walkach pod Verdun. Po powrocie do Katowic w 1921 roku założył biuro techniczne.
W 1922 roku wstąpił do liberalnej Niemieckiej Partii Demokratycznej, której był aktywnym działaczem, której w 1925 roku został jej prezesem w Polsce. 
Uzyskał mandat posła na Sejm Rzeczypospolitej Polskiej I kadencji (1922–1927), wybranego z okręgu wyborczego nr 39. Zasiadał w klubie Zjednoczenia Posłów Niemieckich i pracował w Komisji Przemysłowo-Handlowej. Do Sejmu Rzeczypospolitej Polskiej II kadencji (1928–1930) kandydował z okręgu wyborczego nr 39. Zasiadał w Niemieckim Klubie Poselskim, a pracował w Komisji Komunikacyjnej i w Komisji Przemysłowo-Handlowej. Był także posłem III kadencji Sejmu Rzeczypospolitej Polskiej (1930–1935), startując z okręgu nr 39 i ponownie zasiadając w Niemieckim Klubie Parlamentarnym. W trakcie III kadencji był członkiem Komisji Przemysłowo-Handlowej. 
Po zakończeniu działalności w polskim parlamencie objął funkcję dyrektora Towarzystwa Akcyjnego „Occident”, a w 1935 roku planował wystartować w wyborach do Sejmu Śląskiego.
Zmarł 29 listopada 1938 roku w Chorzowie.

## Życie prywatne
Był synem Piotra i Józefy z d. Kortz. Miał żonę Konkordię z d. Albrecht. W czasie pełnienia funkcji posła na Sejm Rzeczypospolitej Polskiej mieszkał w Siemianowicach Śląskich przy ulicy Jagiellońskiej.